# علي بابا والأربعين حرامي (فلم 1954)

علي بابا والأربعين حرامي هو فيلم كوميدي فرنسي من إخراج جاك بيكر وبطولة فرناندل، سامية جمال وديتير بورشا، صدر الفيلم في 21 ديسمبر 1954.

## روابط خارجية
- علي بابا والأربعين حرامي على موقع IMDb (الإنجليزية)
- علي بابا والأربعين حرامي على موقع قاعدة بيانات الأفلام العربية
- علي بابا والأربعين حرامي على موقع ألو سيني (الفرنسية)
- علي بابا والأربعين حرامي على موقع أول موفي (الإنجليزية)
- علي بابا والأربعين حرامي على موقع فيلمافينيتي (الإسبانية)
- علي بابا والأربعين حرامي على موقع قاعدة بيانات الأفلام السويدية (السويدية)
- علي بابا والأربعين حرامي على موقع قاعدة بيانات الفيلم (الإنجليزية)
- علي بابا والأربعين حرامي على موقع ليتربوكسد (الإنجليزية)
- علي بابا والأربعين حرامي على موقع كينوبويسك (الروسية)